# Маслинова ридлея
Маслиновата ридлея (Lepidochelys olivacea) е вид костенурка от семейство Морски костенурки (Cheloniidae). Видът е уязвим и сериозно застрашен от изчезване.

## Разпространение
Разпространен е в Австралия, Ангола, Антигуа и Барбуда, Бангладеш, Бенин, Бразилия, Бруней, Венецуела, Виетнам, Габон, Гамбия, Гана, Гваделупа, Гватемала, Гвиана, Гвинея, Гвинея-Бисау, Доминиканска република, Еквадор, Екваториална Гвинея (Биоко), Еритрея, Йемен, Индия (Андамански и Никобарски острови), Индонезия, Иран, Кабо Верде, Камбоджа, Камерун, Кения, Колумбия, Република Конго, Коста Рика, Кот д'Ивоар, Куба, Либерия, Мавритания, Мадагаскар, Малайзия, Малдиви, Мароко, Мартиника, Мексико, Мианмар, Микронезия, Мозамбик, Намибия, Нигерия, Никарагуа, Оман, Пакистан, Панама, Папуа Нова Гвинея, Перу, Провинции в КНР, Пуерто Рико, Салвадор, Сао Томе и Принсипи (Сао Томе), САЩ (Хавайски острови), Сенегал, Сиера Леоне, Сомалия, Судан, Суринам, Тайван, Тайланд, Танзания, Того, Тринидад и Тобаго, Уругвай, Филипини, Френска Гвиана, Хондурас, Чили, Шри Ланка, Южна Африка, Ямайка и Япония.

## Описание
Популацията на вида е намаляваща.